# Bouchemaine
Bouchemaine és un municipi francès situat al departament de Maine i Loira i a la regió de País del Loira. L'any 2007 tenia 5.886 habitants.

## Demografia

### Població
El 2007 la població de fet de Bouchemaine era de 5.886 persones. Hi havia 2.144 famílies de les quals 352 eren unipersonals (112 homes vivint sols i 240 dones vivint soles), 852 parelles sense fills, 848 parelles amb fills i 92 famílies monoparentals amb fills.
La població ha evolucionat segons el següent gràfic:
Habitants censats

### Habitatges
El 2007 hi havia 2.283 habitatges, 2.182 eren l'habitatge principal de la família, 39 eren segones residències i 62 estaven desocupats. 2.166 eren cases i 110 eren apartaments. Dels 2.182 habitatges principals, 1.765 estaven ocupats pels seus propietaris, 400 estaven llogats i ocupats pels llogaters i 17 estaven cedits a títol gratuït; 18 tenien una cambra, 52 en tenien dues, 140 en tenien tres, 391 en tenien quatre i 1.581 en tenien cinc o més. 1.856 habitatges disposaven pel capbaix d'una plaça de pàrquing. A 769 habitatges hi havia un automòbil i a 1.332 n'hi havia dos o més.

### Piràmide de població
La piràmide de població per edats i sexe el 2009 era:
| Homes | Edats   | Dones |
| ----- | ------- | ----- |
| 4     | 95 o +  | 16    |
| 12    | 90 a 94 | 24    |
| 28    | 85 a 89 | 52    |
| 28    | 80 a 84 | 48    |
| 76    | 75 a 79 | 88    |
| 76    | 70 a 74 | 100   |
| 116   | 65 a 69 | 80    |
| 156   | 60 a 64 | 152   |
| 268   | 55 a 59 | 192   |
| 288   | 50 a 54 | 368   |
| 272   | 45 a 49 | 288   |
| 216   | 40 a 44 | 204   |
| 188   | 35 a 39 | 196   |
| 172   | 30 a 34 | 160   |
| 96    | 25 a 29 | 100   |
| 192   | 20 a 24 | 188   |
| 344   | 15 a 19 | 236   |
| 244   | 10 a 14 | 220   |
| 240   | 5 a 9   | 212   |
| 120   | 0 a 4   | 132   |

## Economia
El 2007 la població en edat de treballar era de 3.881 persones, 2.584 eren actives i 1.297 eren inactives. De les 2.584 persones actives 2.424 estaven ocupades (1.258 homes i 1.166 dones) i 160 estaven aturades (75 homes i 85 dones). De les 1.297 persones inactives 536 estaven jubilades, 521 estaven estudiant i 240 estaven classificades com a «altres inactius».

### Ingressos
El 2009 a Bouchemaine hi havia 2.258 unitats fiscals que integraven 6.004 persones, la mediana anual d'ingressos fiscals per persona era de 23.376,5 €.

### Activitats econòmiques
Dels 213 establiments que hi havia el 2007, 5 eren d'empreses alimentàries, 5 d'empreses de fabricació de material elèctric, 5 d'empreses de fabricació d'altres productes industrials, 19 d'empreses de construcció, 42 d'empreses de comerç i reparació d'automòbils, 6 d'empreses de transport, 13 d'empreses d'hostatgeria i restauració, 8 d'empreses d'informació i comunicació, 14 d'empreses financeres, 15 d'empreses immobiliàries, 39 d'empreses de serveis, 28 d'entitats de l'administració pública i 14 d'empreses classificades com a «altres activitats de serveis».
Dels 43 establiments de servei als particulars que hi havia el 2009, 2 eren oficines de correu, 1 taller de reparació d'automòbils i de material agrícola, 1 establiment de lloguer de cotxes, 1 autoescola, 1 paleta, 2 guixaires pintors, 4 fusteries, 3 lampisteries, 5 electricistes, 2 empreses de construcció, 4 perruqueries, 3 veterinaris, 8 restaurants, 3 agències immobiliàries, 1 tintoreria i 2 salons de bellesa.
Dels 12 establiments comercials que hi havia el 2009, 2 eren botiges de menys de 120 m², 4 fleques, 1 una carnisseria, 1 una llibreria, 1 una botiga de mobles, 1 un drogueria i 2 floristeries.
L'any 2000 a Bouchemaine hi havia 24 explotacions agrícoles que ocupaven un total de 880 hectàrees.

## Equipaments sanitaris i escolars
Els 2 equipaments sanitaris que hi havia el 2009 eren farmàcies.
El 2009 hi havia 3 escoles elementals.

## Poblacions més properes
El següent diagrama mostra les poblacions més properes.